# Żyły dolne mózgu

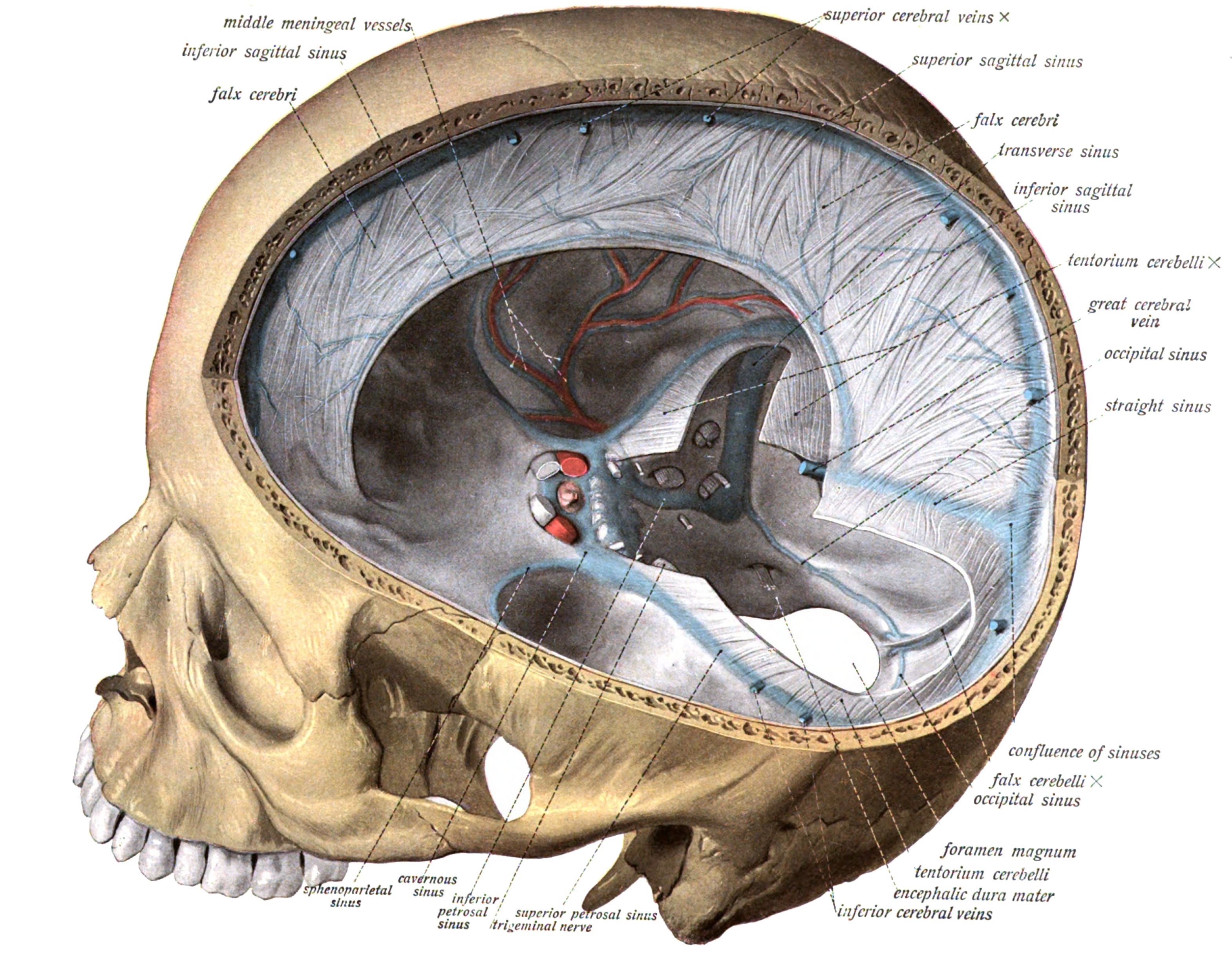
Ujścia żył dolnych mózgu do zatoki skalistej górnej podpisane inferior cerebral veins.

Żyły dolne mózgu (łac. venae cerebri inferiores) – w anatomii człowieka grupa żył powierzchownych mózgu, odprowadzających krew z dolnej powierzchni półkul mózgu, a także z dolnej części powierzchni przyśrodkowej i wypukłej do zatok opony twardej. Dzielone są na grupę przednią (kilka małych żył przedniej części zakrętów oczodołowych), grupy środkowej (żyła środkowa powierzchowna mózgu, żyła środkowa głęboka mózgu, żyła przednia mózgu i inne mniejsze żyły) i grupy tylnej (nieduże żyły dolnej części płatów skroniowego i potylicznego).